# Calicha
Calicha is een geslacht van vlinders van de familie spanners (Geometridae), uit de onderfamilie Ennominae.

## Soorten
- C. griseoviridata Wileman, 1911
- C. nooraria Bremer, 1864
- C. ornataria Leech, 1891
- C. retrahens Moore, 1888
- C. yangtseina Wehrli, 1943